# Пелам (Теннессі)
Пелам (англ. Pelham) — переписна місцевість (CDP) в США, в окрузі Ґранді штату Теннессі. Населення — 371 особа (2020).

## Географія
Пелам розташований за координатами 35°20′3″ пн. ш. 85°52′13″ зх. д. / 35.33417° пн. ш. 85.87028° зх. д. (35.334138, -85.870290).  За даними Бюро перепису населення США в 2010 році переписна місцевість мала площу 43,10 км², уся площа — суходіл.

## Демографія
Згідно з переписом 2010 року, у переписній місцевості мешкали 403 особи в 162 домогосподарствах у складі 123 родин. Густота населення становила 9 осіб/км².  Було 179 помешкань (4/км²).
Расовий склад населення:
| - 97,3 % — білих - 0,7 % — корінних американців - 0,5 % — чорних або афроамериканців |

До двох чи більше рас належало 1,5 %. Частка іспаномовних становила 0,0 % від усіх жителів.
За віковим діапазоном населення розподілялося таким чином: 22,6 % — особи молодші 18 років, 58,8 % — особи у віці 18—64 років, 18,6 % — особи у віці 65 років та старші. Медіана віку мешканця становила 43,4 року. На 100 осіб жіночої статі у переписній місцевості припадало 98,5 чоловіків;  на 100 жінок у віці від 18 років та старших — 90,2 чоловіків також старших 18 років.
Середній дохід на одне домашнє господарство  становив 68 872 долари США (медіана — 49 583), а середній дохід на одну сім'ю — 79 201 долар (медіана — 54 722). За межею бідності перебувало 7,5 % осіб, у тому числі 21,9 % дітей у віці до 18 років та 0,0 % осіб у віці 65 років та старших.
Цивільне працевлаштоване населення становило 210 осіб. Основні галузі зайнятості: виробництво — 27,1 %, освіта, охорона здоров'я та соціальна допомога — 27,1 %, роздрібна торгівля — 17,6 %, науковці, спеціалісти, менеджери — 11,9 %.